# ザンデール州

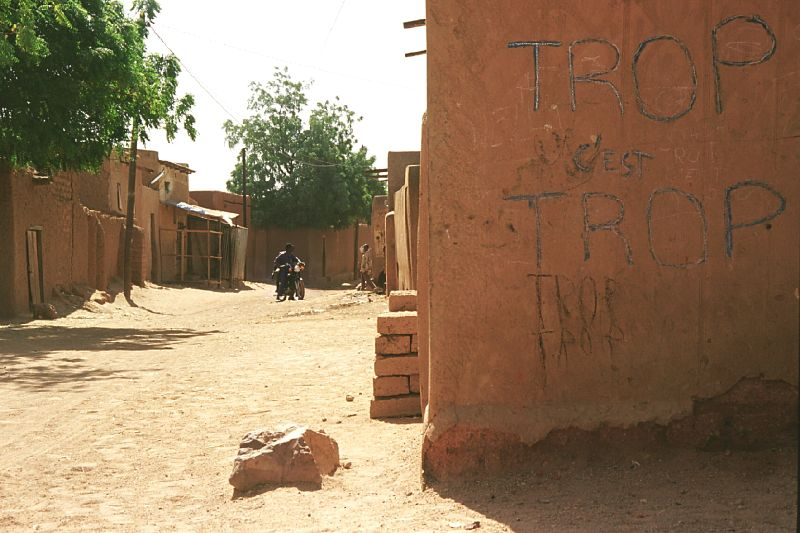
ザンデール市内

ザンデール州 （ザンデールしゅう、Région de Zinder）はニジェールの行政区画。
面積は約14.5万km2で、2011年の人口は約291.7万人。
州都はフランス植民地時代の行政中心地だったニジェール第2の都市ザンデール。

## 地理
ザンデール州は、ニジェール南部に属する州。
南はナイジェリアと国境を接している。
北をアガデス州、東をディファ州、西をマラディ州と接している。

## 住民
主にハウサ族、カヌリ族、トゥーブゥー族、アラブ人、トゥアレグ族が占める。

## 産業
主な産業は農業と牧畜であるが、降水量が少なく広範囲の灌漑や安定した飲料水の供給は極めて困難である。

## 下部行政区画

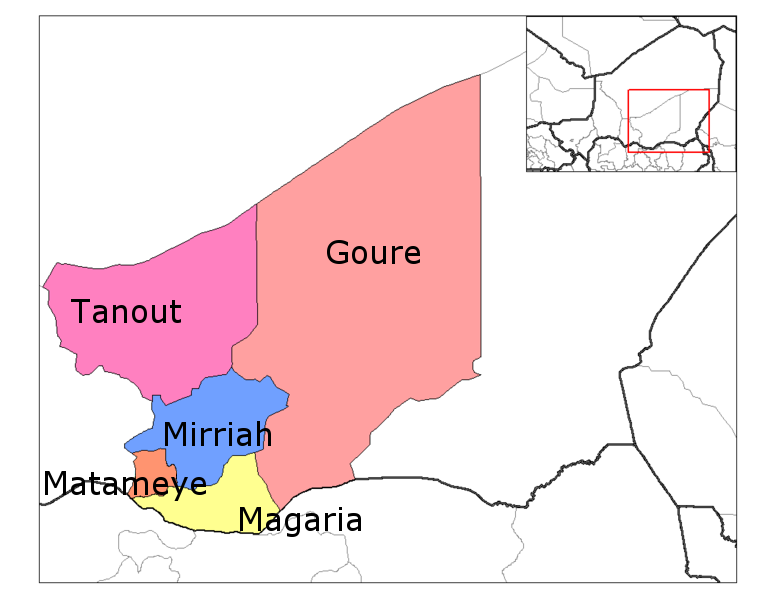
ザンデール州の県

ザンデール州は、5県 (Département) に分けられる。
1. グレ県（英語版） (Gouré)
2. マガリア県（英語版） (Magariah)
3. マタメ県（英語版） (Matameye)
4. ミリア県（英語版） (Miriah)
5. タヌー県（英語版） (Tanout)